# いすゞ歌うヘッドライト〜コックピットのあなたへ〜
いすゞ歌うヘッドライト〜コックピットのあなたへ〜（いすずうたうへっどらいと 〜こっくぴっとのあなたへ〜）は、TBSラジオが制作・放送していたラジオ番組。
同じく深夜帯の文化放送『日野ミッドナイトグラフィティ 走れ!歌謡曲』と人気を二分し「深夜ドライバーのオアシス」と称された。

## 概要
1968年から放送開始した文化放送の『日野ダイナミックスコープ 走れ!歌謡曲』の成功に対抗し、1974年から2001年にかけてTBSラジオなどJRN系列の各放送局で放送していた音楽番組。
いすゞ自動車一社提供。番組制作は綜合放送が担当していた。
対象リスナーは『走れ!歌謡曲』同様、深夜から早朝にかけて働くタクシーや長距離トラックの運転手で、CMはいすゞ自動車のトラックに関するものだった。演歌・歌謡曲が多く流れたため、これらのファンが多いサラリーマン・中高年齢層も対象になっていた。
1989年4月から日替わりで演歌歌手がパーソナリティを担当し、その多くが人気歌手に成長していった。
編成上は深夜番組として各局のタイムテーブルや新聞の番組表では一番下に記載されていたが、TBSラジオでは放送開始の3:00以降を翌日のプログラムとしており、「月曜から金曜深夜」ではなく「火曜から土曜早朝」とし、冒頭の挨拶も「こんばんは」ではなく「おはようございます」となっていた。これは『JUNK2』や現在の『CITY CHILL CLUB』の放送期間を除き、『Fine!!』（火曜 - 土曜）に至るまで変わらなかった。そのため本項でもそれに従って記述する。

### 番組の歴史
- 1974年9月に放送開始。1998年秋までの放送時間は火曜から土曜早朝（新聞の番組表の上では月曜から金曜深夜）3:00 - 5:00。パーソナリティの5人の内3人は、前番組の『パックインミュージック第2部』からの続投だった。
- 1981年頃、番組エンディングテーマ「夜明けの仲間たち」制定。歌唱は当時の番組パーソナリティ・糸川蛍子。
- 1987年4月、番組の全面リニューアルを敢行。番組テーマ曲の変更（「赤い砂漠」→「愛しのデシベル」）と、パーソナリティの総入れ替えが行われ、これにより10年以上番組に出演し続けていた石渡のり子・岡村美鈴・岡雅子の3人が卒業。
- 1989年4月からパーソナリティが全員演歌歌手となる[4]。
- 1992年、「夜明けの仲間たち」初のCD化。歌唱は当時の番組パーソナリティ・麻生詩織で、シングル「泣いて泣いて」のカップリング曲として収録。
- 1995年10月から3年間、最大30局ネットにまで膨らむ。
- 1998年4月から9月までの金曜深夜（土曜未明）、週替わりでスペシャルパーソナリティというかたちで、歌手や過去のパーソナリティが出演。番組唯一の男性パーソナリティ・夏木ゆたかが進行役としてスペシャルパーソナリティをサポートした。
- しかし1998年10月以降、スポンサーのいすゞ自動車が経営危機に陥り、広告宣伝費を削減した関係で放送時間を4:00から5:00の1時間に短縮。番組名も『いすゞ歌うヘッドライト〜コックピットのあなたへ〜』から『いすゞ』を削除したうえで『歌うヘッドライト〜コックピットのあなたへ〜』に変更された。この措置により次のような放送改編が行われる。
  - 金曜深夜（土曜未明）のスペシャルパーソナリティ制を廃止し、サポートを務めていた夏木ゆたかの降板が決定。
  - 時間枠縮小によりインフォマーシャルを廃止。いすゞ自動車のCMを流す局も30局から7局（TBSラジオ・北海道放送・東北放送・中部日本放送・毎日放送・山陽放送・RKB毎日放送）に減らした。この7局でCMが流れている間、他のネット局ではフィラーを流すことになった。
  - 南海放送と高知放送がネットを打ち切り、『旧オールナイトニッポンR』に番組を切り替えたため、ネット局は28局となった。
  - 放送時間短縮で空いた3:00から4:00の時間帯は、一部地域を除いてロック・ニューミュージック中心の音楽番組『ライドオン・ミュージック』を開始。
- 2001年9月、いすゞ自動車が経営方針の転換により、スポンサーを降板。さらに兼ねてからの演歌・歌謡曲の衰退、そしてTBSラジオの分社化による編成改革もあり、9月29日放送分での終了が決まった。番組は9月29日午前4時59分をもって終了し、27年・全7065回という長期間の歴史に幕を下ろした。最終回のパーソナリティは、金曜深夜（土曜未明）担当の永井みゆきであった。

## パーソナリティ
| 期間    | 期間   | 火曜 （月曜深夜） | 水曜 （火曜深夜） | 木曜 （水曜深夜） | 金曜 （木曜深夜） | 土曜 （金曜深夜） |
| ------- | ------ | ----------------- | ----------------- | ----------------- | ----------------- | ----------------- |
| 1974.9  | 1975.3 | 滝良子            | 岡村美鈴          | 馬場こずえ        | 岩崎直子          | 広田綾子          |
| 1975.4  | 1975.9 | 滝良子            | 岡村美鈴          | 佐々木紀子        | 岩崎直子          | 広田綾子          |
| 1975.10 | 1976.2 | 滝良子            | 及川弘子          | 佐々木紀子        | 堀川ふじ子        | 江川範子          |
| 1976.3  | 1976.7 | 安藤名津枝        | 及川弘子          | 佐々木紀子        | 石渡のり子        | 江川範子          |
| 1976.8  | 1976.9 | 安藤名津枝        | 岡村美鈴          | 佐々木紀子        | 石渡のり子        | 江川範子          |
| 1976.10 | 1977.1 | 安藤名津枝        | 岡村美鈴          | 岡雅子            | 石渡のり子        | 江川範子          |
| 1977.2  | 1980.8 | 綾崎りっか        | 岡村美鈴          | 岡雅子            | 石渡のり子        | 江川範子          |
| 1980.9  | 1981.9 | 綾崎りっか        | 岡村美鈴          | 岡雅子            | 石渡のり子        | 糸川蛍子          |
| 1981.10 | 1984.3 | 綾崎りっか        | 岡村美鈴          | 岡雅子            | 石渡のり子        | 吉田智江          |
| 1984.4  | 1984.9 | 小久保尚美        | 岡村美鈴          | 岡雅子            | 石渡のり子        | 吉田智江          |
| 1984.10 | 1987.4 | 三木ひろみ        | 岡村美鈴          | 岡雅子            | 石渡のり子        | 吉田智江          |
| 1987.4  | 1989.3 | 滝里美            | 東福久栄          | 由口貴恵          | 松崎布美子        | 轟美穂            |
| 1989.4  | 1990.3 | 滝里美            | 綾世一美          | 都川弥生          | 石原詢子          | マルシア          |
| 1990.4  | 1991.3 | 長保有紀          | 綾世一美          | 原田ゆかり        | 石原詢子          | マルシア          |
| 1991.4  | 1992.3 | 長保有紀          | 若山かずさ        | 原田ゆかり        | 石原詢子          | 麻生詩織          |
| 1992.4  | 1993.3 | 徳巻駒子          | 若山かずさ        | 原田ゆかり        | 服部浩子          | 麻生詩織          |
| 1993.4  | 1994.3 | 徳巻駒子          | 若山かずさ        | 長山洋子          | 服部浩子          | 麻生詩織          |
| 1994.4  | 1995.3 | 島津亜矢          | 樹ゆうこ          | 長山洋子          | 服部浩子          | 麻生詩織          |
| 1995.4  | 1996.3 | 島津亜矢          | 樹ゆうこ          | 美山純子          | 服部浩子          | 近藤千裕          |
| 1996.4  | 1997.3 | 島津亜矢          | 井上りつ子        | 美山純子          | 服部浩子          | 近藤千裕          |
| 1997.4  | 1998.3 | 島津亜矢          | 井上りつ子        | 矢吹春佳          | 水森かおり        | 近藤千裕          |
| 1998.4  | 1998.9 | 岩本公水          | 近藤千裕          | 矢吹春佳          | 水森かおり        | 夏木ゆたか        |
| 1998.10 | 2000.9 | 岩本公水          | 真木ことみ        | 矢吹春佳          | 水森かおり        | 広畑あつみ        |
| 2000.10 | 2001.3 | 岩本公水          | 真木ことみ        | 山本智子          | 水森かおり        | 永井みゆき        |
| 2001.4  | 2001.9 | 山崎友見          | 真木ことみ        | 山本智子          | 水森かおり        | 永井みゆき        |

## コーナー

### 曜日共通
- 午前4時の聞きもの[5]
1980年代の一時期、4時台に放送されていた。（「マコ（岡雅子）の3分間不倫クッキング」など）
- 夜明けの喫茶室
1990年代の一時期、4時台に放送されていた。
- あなたと〇〇のテレフォン・コール
2時間枠の頃は、4:00以降に放送。以前は「留守番電話のコーナー」[5]と呼ばれ、指定された電話番号にかけると「留守番電話」に接続され、そこにパーソナリティへのメッセージやリクエストを録音するかたちであった。
- 今月の歌
- 今週の推薦曲
- はがき（メール）の紹介
- ドライブイン情報
1990年代初頭まで。主要幹線国道の沿線にあるドライブインや、高速道路のサービスエリアのレストランの店員にパーソナリティが電話をかけ、その時点での天気や道路情報、あるいは、そこに立ち寄ったリスナーからのメッセージやリクエストを伝えた。
- 最新ニュース・スポーツニュース・交通情報
  - 2時間枠の頃は、交通情報とは呼ばず『道路情報』と呼んでおり、番組内で2回行う。1回目は1曲目の後に、2回目は4時の時報音が鳴り終わった後すぐに行う。
  - 1時間に短縮後は、4時台冒頭で、最新ニュースとスポーツニュースは夜勤のTBSアナウンサーもしくは記者が担当。交通情報は番組パーソナリティが伝えていた。
- 天気予報
当初はお別れの曲の前に番組パーソナリティが伝えていた。後に2回目の道路情報の後に移設された。
- 21世紀も歌うシリーズ
2001年のスペシャルウィーク企画として4回実施された。

### 曜日別
パーソナリティ別に各コーナーが設定されていた。以下は番組末期のものである。
- チャレンジの達人（火曜日）
- ナウヒッツ・ベスト10（水曜日）
- やまさと何でもランキング（木曜日）
- マル金バンド（金曜日）
- フォーエバーグッドミュージック（土曜日）

## OP・CM・ED

### OP
OPのナレーション1（1978年頃まで、元TBSアナ 藤田恒美）
「いすゞ歌うヘッドライト コックピットのあなたへ。北は北海道から南は沖縄まで、日本全国をカバーしてお送りする、いすゞ歌うヘッドライト。新旧の歌謡曲を中心に、ドライブイン情報、留守番電話、午前4時の聞きものなど、昨日から起きていらっしゃるあなた、今から仕事を始めようとしていらっしゃるあなたと共に過ごす2時間の生ワイド番組です」（BGM「赤い砂漠」）
（BGMとともに30秒間パーソナリティの挨拶コメントが入る）
「いすゞ歌うヘッドライト コックピットのあなたへ。この番組は明るい未来を運ぶ いすゞ自動車がお送りいたします」
OPのナレーション2 （1978年頃から1987年4月4日、元TBSアナ 藤田恒美）
「いすゞ歌うヘッドライト コックピットのあなたへ。北は北海道から南は沖縄まで、日本全国をカバーしてお送りする、いすゞ歌うヘッドライト。新旧の歌謡曲を中心に、ドライブイン情報、留守番電話、午前4時の聞きものなど、昨日から起きていらっしゃるあなた、今から仕事を始めようと思っていらっしゃるあなたと共に過ごす生ワイド番組です」（BGM「赤い砂漠」）
（BGMとともに30秒間パーソナリティの挨拶コメントが入る）
「いすゞ歌うヘッドライト コックピットのあなたへ。この番組は明るい未来を運ぶ いすゞ自動車がお送りします」
OPのナレーション3（1987年4月7日から1998年9月、元TBSアナ 宮内鎮雄）
「いすゞ歌うヘッドライト コックピットのあなたへ。北は北海道から南は沖縄まで、日本全国をカバーしてお送りする、いすゞ歌うヘッドライト。新旧の歌謡曲を中心に、道路情報、スポーツ・芸能ニュース、留守番電話など、いま仕事をしている あなたとともに過ごす生ワイド番組です」（BGM「愛しのデシベル」）
（BGMとともに30秒間パーソナリティの挨拶コメントが入る）
「いすゞ歌うヘッドライト コックピットのあなたへ。この番組は明るい未来を運ぶ いすゞ自動車がお送りします」
OPのナレーション4（1998年10月以降、元TBSアナ 宮内鎮雄）
「歌うヘッドライト コックピットのあなたへ。北は北海道から南は沖縄まで、日本全国をカバーしてお送りする、歌うヘッドライト。新旧の歌謡曲を中心に、午前4時のニュース、道路情報など、いま働いているあなたとともに過ごす生情報番組です」（BGM「愛しのデシベル」）
（BGMとともに約30秒間パーソナリティの挨拶コメントが入る）
「歌うヘッドライト コックピットのあなたへ。この番組は明るい未来を運ぶ いすゞ自動車の提供でお送りします」
- 時間枠が1時間に縮小されたのを機に簡略化されスポンサー名も外れた。また、OP後のCMも廃止された。

### OP後のCM
OPのCMパターン1（1970年代）
「今、ハンドルを握っていらっしゃるプロドライバーの皆様方、お仕事ご苦労様です。 私共いすゞ自動車では、たくさんのプロドライバーの方々から寄せられた、いすゞトラックへの大きなご信頼とご支援に深く感謝し お応えするために、この時間、トラック輸送に携わる皆様方のために歌とおしゃべりで綴る2時間の生ワイド番組、いすゞ歌うヘッドライトをお届けいたします。いすゞ自動車では、よりよいトラック作りを通して、トラック輸送に携わる方々と、毎日の暮らしを運ぶたくさんのプロドライバーの皆様のお手伝いしています。道路もこれからが一番すいてくる時刻。エンジン快調、ついついスピードメーターの針も上がりぎみ。ハンドル操作には十分なご注意をお願いしますよ。では、いすゞ歌うヘッドライト、午前5時まで安全運転でまいりましょう」
OPのCMパターン2（1980年代から1990年代中期、広川太一郎）
「北へ南へ東へ西へ。毎日の暮らしを、そして日本の様々な産業を運んでトラックは休めません。（ブルルルルルーン…ブロロ…「気を付けて」「おうい」「じゃあ」）　大切な積荷を運ぶ あなたの目的地はどこですか。お仕事、本当にご苦労様です。いすゞ自動車では より確かな運転と快適さをお約束するトラック作り、そして いすゞ車を見守るきめ細かなサービス網を通して皆様のお仕事のお手伝いをしています。さて、これからは道路もすいてくる時間。スピードもついつい出しがちです。でも、無理は禁物。安全運転をお願いしますよ。あなたのお供をするのは、楽しいお喋りとリクエストでつづる歌の数々。いすゞ自動車がお届けする2時間の生ワイド番組、いすゞ歌うヘッドライト。さあ、あなたのコックピットへおじゃまします」（BGM：ボブ・ジェームス「RUSH HOUR（ラッシュ・アワー）」1979年のアルバム『Lucky Seven』（発売元ビクター音楽産業）及びベストアルバム『BJ』（発売元CBS/SONY）に収録）
OPのCMパターン3（1990年代中期から1998年9月）
「日本のすみずみへ、着るもの、住むもの、食べるもの。トラックは暮らしのあらゆるシーンを運んでいます。荷物の到着を 楽しみにしている人がいます。あなたの笑顔を 心から待っている人がいます。新たな出会いを演出する かけがえのない仕事。日本を元気にするのは あなたの走りです。いすゞ自動車は、より安全で、より快適なトラック作り、そして、確かな技術と信頼できるサービスで、もっと皆様のお役に立ちたいと考えています。いいトラックであなたとのいい関係を作りたい。それが いすゞ自動車の願いです。今日の目的地まで音楽とおしゃべりで楽しいひとときをお届けする、いすゞ歌うヘッドライト。あなたとともに走り続けます」
※OP後のCMは1998年9月をもって廃止された。

### ED前のCM
EDが近づくと、
EDのパーソナリティのメッセージ
「それでは、安全運転で、今日も元気に、（エコーが入る）行ってらっしゃ〜い!!」
（ただし、綾崎りっかが出演したときは「さぁ、午前5時、本当の朝、さわやかな朝、だからさよならの代わりにもう一度ご挨拶、（エコーが入る）おはようございま〜す!!」とあいさつしていた）
EDで流れる歌
（「夜明けの仲間たち」）
と続き、その後CMに入る。
EDのCMパターン1（1987年3月頃まで?、広川太一郎）
「日本列島が目覚める午前5時。色々な人の色々な朝が始まろうとしています。威勢のいい掛け声で始まる市場の朝。（ブ――ン!…ホッポッポッポ…） 漁船エンジンの音で始まる港の朝。（ガラガラ…カラン!…） 牛乳屋さんが家庭にさわやかさを届ける町の朝。いすゞ自動車では、皆様に信頼されるより良いトラック造りと、きめ細かなサービス網を通して、大切な積荷を運ぶトラック輸送をお手伝いしています。楽しい話題と音楽でつづった2時間。あなたのお供をしてきた、いすゞ歌うヘッドライトもお別れの時間がやって来ました。もうすぐ午前5時。あなたが今走っている町はもう目を覚ましていますか。窓を開けるとフレッシュな風が新しい一日の始まりを告げています。さあ、あなたを待つ町まで安全運転でひとっ走り」
EDのCMパターン2（1987年4月頃?から1998年9月まで、元ラジオ福島アナ・轟美穂）
「もうすぐ5時。昔は朝がわたしを迎えにきた。今はわたしが朝を迎えにいく。その方がよっぽど素敵。窓いっぱいの風と、ヘッドライトを淡くする光の中で、わたしが新しい朝をまた目覚めさせる。いすゞ自動車は大切なトラック輸送を担うドライバーの皆さんと、すがすがしい朝を分かち合いたいと願っています。積み重ねてきた車作りの技術がきっとあなたの朝にも反映していると信じています。二時間にわたってお付き合いいただきました、歌うヘッドライト。お別れの時間が来ました。さあ、もうすぐ5時。あなたを待つたくさんの人の顔が思い浮かびます。どうか、安全運転で。そう、あなたのおかげで今日も新しい朝が目を覚ましました」
※轟が番組パーソナリティを退いた後も、轟がアナウンスしたエンディングのコマーシャルは放送が長年継続された。なお轟は、後に長野オリンピックの開会式司会も務めている。
※ED前のCMは1998年9月をもって廃止された。

### ED
EDのナレーション1（元TBSアナ 藤田恒美他）
「いすゞ歌うヘッドライト コックピットのあなたへ。この番組は明るい未来を運ぶ いすゞ自動車が、954キロヘルツ（950キロサイクル）、TBSラジオをキーステーションとして、HBCラジオ・RABラジオ・TBCラジオ・MROラジオ・SBSラジオ・CBCラジオ・MBSラジオ・RSKラジオ・JRTラジオ（「JOJRラジオ」と称していた時期あり）・RKBラジオ・RBCラジオの各局を結んでお送りしました（いたしました。）」（BGM「赤い砂漠」）
EDのナレーション2（1987年4月4日まで、女性の声）
「いすゞ歌うヘッドライト コックピットのあなたへ。この番組は明るい未来を運ぶいすゞ自動車が、954キロヘルツ、TBSラジオをキーステーションとして、北海道放送・青森放送・秋田放送・岩手放送・山形放送・東北放送・ラジオ福島・北陸放送・信越放送・静岡放送・中部日本放送・毎日放送・山陽放送・山陰放送・四国放送・南海放送・RKB毎日放送・大分放送・長崎放送・熊本放送・琉球放送を結んでお送りいたしました」（BGM「赤い砂漠」）
EDのナレーション3（1987年4月7日から1998年9月まで、元TBSアナ 宮内鎮雄）
「いすゞ歌うヘッドライト コックピットのあなたへ。この番組は明るい未来を運ぶいすゞ自動車が、東京都港区赤坂 TBSラジオ をキーステーションに、北海道放送・青森放送・秋田放送・IBC岩手放送・山形放送・東北放送・ラジオ福島・新潟放送・北陸放送・福井放送・信越放送・山梨放送・静岡放送・中部日本放送・毎日放送・和歌山放送・山陽放送・山陰放送・山口放送・四国放送・南海放送・高知放送・RKB毎日放送・長崎放送・大分放送・宮崎放送・熊本放送・南日本放送・琉球放送の各局を結んでお送りしました」（BGM「愛しのデシベル」）
ただし、山梨放送・山陰放送・山口放送・宮崎放送・南日本放送の各局は途中からネットされたので、順次組み込まれるかたちとなった。
EDのナレーション4（1998年10月以降）
天気予報・最後の曲・EDのパーソナリティのメッセージ
「それでは、安全運転で、今日も元気に、（エコーが入る）行ってらっしゃーい!」
EDで流れる歌
（「夜明けの仲間たち」）
が続いたあとに、
「歌うヘッドライト コックピットのあなたへ。この番組は明るい未来を運ぶ いすゞ自動車の提供でお送りしました」（元TBSアナ 宮内鎮雄）
※局によっては、提供クレジットを番組内最後のCMの後に流して、当該枠をジャンクションに充てる場合もあった。

### OP・ED以外のCMで特徴的なもの
2時間枠後期の4時頃には、1か月ごとに街道とそれにまつわる歴史を語っていき、いすゞのトラックの宣伝につなげて行くという2分間の長いCMを流していた（豊後街道・桜三里街道・島原街道など）。

## 番組テーマ曲
基本的にはオープニングで流れていたが、1998年9月までの2時間枠のころは、5時前のエンディングの終わり部分でも流れていた。
- 1974年9月から1987年4月4日： 赤い砂漠（IL DESERTO ROSSO）
- 1987年4月7日から2001年9月29日： 愛しのデシベル（Décibelle）- フレンチ・ポップスのインストゥルメンタル。

## 各パーソナリティ別・コーナーBGM
1988年 由口貴恵担当「カーアンドドライブ」内：向谷実作曲「Family rand」
1987年4月から1990年3月 轟美穂担当「ウィークエンドフィッシング」のコーナー時：MALTA作曲「Because of Love」
岡村美鈴担当のコーナー「美鈴のギャンブル講座」のテーマ曲：藤田まこと「競馬音頭」

## 道路情報・全国天気のBGM
放送時期によって様々使用されているが、
1980年代前半では、
- 道路情報
  - ビリー・ヴォーン・オーケストラ「峠の幌馬車」（水曜・岡村美鈴担当時）
  - アルティメイト「Ritmo De Brasil」（木曜・岡雅子担当時、1986年4月から1987年3月は除く）
  - 「シャイニー・フラワー」（アルバム『レインボー・アイランド』に収録、木曜・岡雅子担当時、1986年4月から1987年3月のみ）
  - サージェント・クラッカー・バンド「希望の口笛」（金曜・石渡のり子担当時）
  - ポール・モーリア・グランドオーケストラ「涙のトッカータ」（土曜・江川範子担当時）
  - ダン・フォーゲルバーグ＆ティム・ワイズバーグ「ラハイナ・ルナ」（土曜・糸川蛍子担当時）
  - アル・ディ・メオラ「スパニッシュ・アイズ」（土曜・吉田智江担当時、1985年9月まで）
  - 今田勝「サンシャイン・ブルーバード」（アルバム『ミント・ブリーズ』に収録、土曜・吉田智江担当時、1985年10月から1986年9月）
  - 八木信夫「悲しきダイヤモンド・リング」（土曜・吉田智江担当時の1986年10月から1987年3月 ）
- 天気予報
  - 鈴木章治とリズムエース「鈴懸の径」（木曜・岡雅子担当時）
  - ノーマン・キャンドラー・オーケストラ「乙女座の伝説（The Days Of No Return）」（金曜・石渡のり子担当時）
  - フランク・ミルズ「ハッピー・ソング」（土曜・吉田智江担当時、担当初期の頃）
  - ニコラ・デ・アンジェリス「鏡の中のアンナ」（土曜・吉田智江担当時、1986年10月から1987年3月）
  - 今田勝「ミント・ブリーズ」（アルバム『ミント・ブリーズ』に収録、土曜・吉田智江担当時、上記以外）
  - サージェント・クラッカー・バンド「希望の口笛」
  - ノーマン・キャンドラー「Days Of No Return （乙女座の伝説）」

1980年代後半では、
- 道路情報
  - ベルエア・ストリングス「ゲーム・バード」（火曜・滝里美担当時）
- 天気予報
  - アール・クルー「いつの日か（Some Other Time）」（番組後期の全曜日共通）
  - フルーツケーキ「MARIMBA」
  - MALTA「Waiking in the sky」
  - 松岡直也
    - 『A WHITE OLEANDER』
    - 『虹色の風』

などが使用されていた。
- 1989年4月以降の道路情報のテーマ曲には、松原正樹「PACIFIC COAST HIGHWAY」が使用されていた。
- 1990年代後半では、全国の天気のBGMは、アール・クルー「I'll Be Waiting」が使用されていた。

ほかにDan Fogelberg&Tim Weisberg の「Lahaina Luna」が使用されていた時期もあった。

## エンディング曲
『夜明けの仲間たち』
作詞： 山川啓介、作曲： 三木たかし、CD化編曲： 川村栄二、楽曲管理元： 日音
歌手
- オリジナル： 糸川蛍子
- カバーver.： 麻生しおり

カバーは、麻生しおりがパーソナリティを務めた1992年に行われ、シングルCD「泣いて泣いて」のカップリング曲として、ポリスターより発売された。現在も2002年発売の「歌うヘッドライト」企画盤CDなどで、聴くことが可能である。
オリジナル版は2012年の『甦る いすゞ歌うヘッドライト〜コックピットのあなたへ〜 CD5枚組ボックス』に収録され初のCD化となった。
まだ「夜明けの仲間たち」が出来ていなかったころはスティーヴン・シュラックスの「Blue Dolphin」が使われていた（この曲は火曜・綾崎りつか担当時に限って使用された）。

## ネット局
★は『オールナイトニッポン第2部』を打ち切ってネット開始した局。
◆はネット開始まで当該時間帯を放送休止にしていた局。ただし、一部の放送局では当番組終了後に概ね30分 - 60分程度放送休止枠を設けていた局もあるため、必ずしも当番組開始により終夜放送を開始したとは限らない。
- TBS 東京放送 《キー局》※現在：TBSラジオ
- HBC 北海道放送
- RAB 青森放送（1977年8月1日[9]から）★
- ABS 秋田放送
- IBC IBC岩手放送（1979年4月から）★ ※放送開始時点の社名は岩手放送
- YBC 山形放送（1981年4月から）◆
- TBC 東北放送（1976年10月5日から）★
- RFC ラジオ福島（1982年4月から）◆
- BSN 新潟放送（放送開始 - 1976年5月、1993年10月 - ）★
- MRO 北陸放送
- FBC 福井放送（1995年10月3日から）★
- SBC 信越放送（1980年4月から）★
- YBS 山梨放送（1995年4月から）◆[10]
- SBS 静岡放送（1977年4月から）★
- CBC 中部日本放送（全期間）★  ※現在：CBCラジオ
- MBS 毎日放送（全期間）◆ ※現在：MBSラジオ
- WBS 和歌山放送（1995年10月3日から）★
- RSK 山陽放送 ※現在：RSK山陽放送
- BSS 山陰放送（1990年4月2日から）◆
- KRY 山口放送（1990年4月2日から）◆
- JRT 四国放送
- RNB 南海放送（1979年4月9日 - 1998年10月）◆
- RKC 高知放送（1995年10月3日 - 1998年10月）★
- RKB RKB毎日放送（1976年8月から）◆
- NBC 長崎放送 NBCラジオ佐賀 （1982年4月から）★
- OBS 大分放送（1981年4月から）◆
- RKK 熊本放送（1980年4月から）★
- MRT 宮崎放送（1991年4月から）◆
- MBC 南日本放送（1988年10月から）◆
- RBC 琉球放送

番組開始当初は、前の時間帯の音楽番組『パックインミュージック』からの流れを変えるために別の番組を流すラジオ局があったり、そもそも午前3時で放送を終了するラジオ局も多かったことから、番組開始時のネット局はわずかなものであった。ネット局が急増したのは24時間終日放送を実施する放送局が増える1970年代後半からで、さらに『オールナイトニッポン第2部』のネット局による番組乗り換えが加わって、1995年には最大30局ネットまで膨らんだ（ほとんどはJRNとNRNのクロスネット局）。
なお、同じクロスネットの北日本放送と中国放送では『走れ!歌謡曲』をネットしたため、当番組は開始から終了まで一貫して放送されなかった。
放送時間を短縮した1998年10月前後、いすゞ自動車のCMは滝口順平（メインナレーション）によるもので、当時のキャッチコピーは「いすゞの視点が、そこにある!」が決め台詞であった。

## エピソード
- 番組初期には、ライバル『走れ!歌謡曲』と番組対抗ボウリング大会も催されていた。
- 1976年に東映のドル箱映画「トラック野郎シリーズ」の第4作『トラック野郎・天下御免』の劇中に当番組が登場した。パーソナリティは岡村美鈴。
- 毎年正月にはその時期のパーソナリティ総出演による『歌うヘッドライト祭り』が開催され、その様子がOAされた。
- 青森放送においては、『ラジオ・チャリティー・ミュージックソン』へ参加している関係上、当番組が割愛されたこともある。『チャリティ〜』青森版には麻生詩織がパーソナリティを担当していた。ちょうどTBS発信の当番組のエンディングテーマ「夜明けの仲間たち」が流れるとき、青森放送でも同曲がタイミングよく流されたことがある。
- 1988年に轟美穂をのぞく当時のパーソナリティがTBS『風雲!たけし城』（第112回）に出場したが、それぞれのアトラクションで全員撃沈した。
- マルシアは初期の頃、デビュー間もなく日本語でのトークも必ずしも万全ではなかったため、原稿読み上げなどを担当するアシスタント（フリーアナウンサーの国本佳江）が就いていた時期がある。

## 番組終了後の特記事項
- 2001年9月の番組終了を機に、毎日放送はこの放送枠においてTBSラジオ制作の番組ネットをいったんは退いた。理由は後継番組の『あなたへモーニングコール』のスポンサーが創価学会であり、毎日放送では当時創価学会（聖教新聞を含む）のCMを流さない方針を打ち出していたためである[11]。TBSは毎日放送と同じ系列に属する朝日放送（当時）に打診をしたが、こちらも自社制作の生放送番組の「もうすぐ夜明け」や「おはようパートナー」を放送しており、簡単に受けられないことから、NRN単独加盟局のラジオ大阪で2013年3月の番組終了までの全期間、『走れ!歌謡曲』に続いて本来の時刻よりも1時間遅れで午前5時から放送されていた。『あなたへモーニングコール』の後番組である『ラジオ・パープル』はPT扱いとなったため、当初大阪地区へのネット自体がなかったが、同番組開始から1年半後の2014年9月30日より毎日放送が『ラジオ・パープル』の同時ネットを開始、13年ぶりにこの枠のJRNネット番組の放送が復活した。しかし、半年後の『ラジオ・パープル』終了とともに再度ネットを降りている。
- 当番組終了後、エンディングテーマの『夜明けの仲間たち』を聞ける機会はほとんどなくなったが、青森放送の「江奈滋家の食卓」のエンディングテーマに採用された。
- 番組終了後の2002年から2003年にかけて、放送期間中にヒットした楽曲を集めて構成したコンピレーション・アルバムが、『歌うヘッドライト〜コックピットのあなたへ〜』の統一タイトルで各社から発売された。CD2枚組の構成であり、それぞれのCDの冒頭とラストに、かつてのパーソナリティによる、番組オープニングとエンディングを模したナレーションが挿入されている。
- 2005年からいすゞ自動車のCMで使われているオリジナルソング『いすゞのトラック』は夜明け近い道を走るトラックドライバーを応援する歌詞内容であり、『夜明けの仲間たち』を連想させる曲として認識しているリスナーも存在する。2014年現在はテレビ朝日の『ここがポイント!!池上彰解説塾』にて放送中。
- 2012年9月20日に『甦る いすゞ歌うヘッドライト〜コックピットのあなたへ〜 CD5枚組ボックス』が発売された。それに先立ち、このプロモーションを兼ねて9月5日の『大沢悠里のゆうゆうワイド』に歌うヘッドライトの特集が組まれ、岡雅子・麻生詩織の両名が出演して当時の思い出を語った。

## 関連作品
レコード会社10社合同企画による2枚組コンピレーションと、5枚組BOXが発売されている。2枚組コンピレーションでは歴代のパーソナリティがナレーションを担当した。
1.歌うヘッドライト ～コックピットのあなたへ～明日があるさ
発売元：ユニバーサルミュージック・ジャパン
ナレーション：麻生詩織
発売日：2002年10月23日
2.歌うヘッドライト～コックピットのあなたへ～初恋
発売元：ソニー・ミュージックレコーズ
ナレーション：石原詢子
発売日：2002年10月23日
3.歌うヘッドライト～コックピットのあなたへ～シクラメンのかほり
発売元：キングレコード
ナレーション：岩本公水
発売日：2002年10月23日
4.歌うヘッドライト～コックピットのあなたへ～いつでも夢を
発売元：ビクターエンタテインメント
ナレーション：吉田知恵
発売日：2002年10月23日
5.歌うヘッドライト～コックピットのあなたへ～翼の折れたエンジェル
発売元：ワーナーミュージック・ジャパン
ナレーション：岡村美鈴
発売日：2003年1月22日
6.歌うヘッドライト～コックピットのあなたへ～雨の慕情
発売元：テイチクエンタテインメント
ナレーション：永井みゆき
発売日：2003年1月22日
7.歌うヘッドライト～コックピットのあなたへ～神田川
発売元：日本クラウン
ナレーション：真木ことみ
発売日：2003年1月22日
8.歌うヘッドライト～コックピットのあなたへ～雨にないてる…
発売元：徳間ジャパンコミュニケーションズ
ナレーション：水森かおり
発売日：2003年1月22日
9.歌うヘッドライト～コックピットのあなたへ～川の流れのように
発売元：日本コロムビア
ナレーション：若山かずさ
発売日：2003年1月22日
10.歌うヘッドライト～コックピットのあなたへ～季節の中で
発売元：ポニーキャニオン
発売日：2003年1月22日
11.甦る いすゞ歌うヘッドライト★★コックピットのあなたへ★★
5枚組CD、テイチクエンタテインメントより発売（2012年）

### TBSラジオ以外の番組
- MBSミッドナイトドライブ（毎日放送）
「歌うヘッドライト」のパーソナリティを担当した演歌歌手の大半は、その後当番組も担当した。
- いすゞ・ミュージックパートナー
1980年代にいすゞ自動車が提供していたアール・エフ・ラジオ日本制作のラジオ番組。
- 朝までいっしょ!ラジオバイキング
90年代後半、機材交換によって24時間放送が可能になった岐阜放送ラジオが始めた深夜番組。
- エルフ モーニングダッシュ
文化放送の早朝ワイド番組。2023年現在は、おはよう寺ちゃん6時台後半のフロート番組となっている。